# Breven inifrån
Breven inifrån (originaltitel Letters from the Inside) är en bok av John Marsden. Den handlar om två främlingar, Mandy och Tracey, som börjar skriva brev till varandra. Genom varje brev lär de känna varandra mer och mer. De fortsätter under en lång period och bildar starka vänskapsband. En dag kollar Mandy igenom alla brev hon fått från Tracey och upptäcker att det är någonting som inte riktigt stämmer. Mandy skriver till Tracey och säger att det är någonting som är fel med hennes brev. Efter många obesvarade brev till Tracey får Mandy plötsligt ett svar som hon aldrig i sin vildaste fantasi kunnat tro på.